# Kalliroi Parren
Kallirhoe (sau Kalliroi) Parren (în greacă Καλλιρρόη Παρρέν; n. 1861, Rethymno, Creta⁠(d), Grecia – d. 15 ianuarie 1940, Atena, Regatul Greciei) a fost o jurnalistă și scriitoare elenă de la sfârșitul secolului al XIX-lea și începutul secolului al XX-lea. Ea a lansat mișcarea feministă în Grecia.

## Tinerețe
Născută în Rethymnon, Creta, într-o familie din clasa de mijloc, Kallirhoe Parren și-a făcut studiile primare la școala de călugărițe din Pireu. După terminare, a studiat la cea mai bună școală de fete din Atena și în 1878 a absolvit Școala Pedagogică din Arsakeion. Ea a fost foarte inteligentă și a știut multe limbi, inclusiv rusă, franceză, italiană și engleză. A fost invitată la Odesa, unde a lucrat timp de doi ani la conducerea școlii comunitare grecești pentru fete. Ea s-a dus și la Adrianopol timp de câțiva ani pentru a conduce Școala Zapeion pentru comunitatea greacă. S-a stabilit în cele din urmă la Atena împreună cu soțul ei, un jurnalist francez pe nume Jean Parren, care a înființat agenția de presă franceză de la Constantinopol.

## Jurnalul Femeilor
Din Atena a lansat mișcarea feministă în Grecia odată cu înființarea unui ziar, Ephemeris ton kyrion (Jurnalul Femeilor, în 1887. Aceasta a fost o publicație condusă în întregime de femei și a apărut inițial ca un săptămânal de 8 pagini până în 1908, când s-a schimbat într-o publicație bilunară care a apărut până la începutul anului 1916. Ea a avut un mod de a comunica cu oamenii care i-a permis să convingă toate scriitoarele celebre ale vremii ei să contribuie la ziarul ei, chiar dacă acele scriitoare credeau că ele însăși sunt feministe.  Ziarul a încetat în cele din urmă să apară când, în 1917, Parren a fost exilată de administrația lui Eleftherios Venizelos pe insula Hydra, deoarece s-a opus implicării Greciei în Primul Război Mondial de partea Antantei.

## Inițiative
Încă din Atena a lucrat îndeaproape cu mișcarea femeilor europene și americane și a reprezentat ziarul la conferințele internaționale desfășurate la Paris în anii 1888, 1889, 1896, 1900 dar și în 1893 când a avut loc la Chicago. Cu toate că Parren a luptat pentru drepturile femeilor, ea s-a concentrat mai ales pe oportunități educaționale și de angajare, spre deosebire de obținerea dreptului de vot al femeilor. Ea a procedat astfel în scopuri tactice. Parren nu a vrut să forțeze prea tare și să nu obțină nimic, ci mai degrabă să construiască o fundație puternică, astfel încât ideea ca femeile să voteze să fie mai ușor acceptată într-o zi. Până în 1908, datorită eforturilor ei imense, a fost fondat Ethnik Symvoulio ton Ellinidon (Consiliul Național al Femeilor Elene). Consiliul a fost afiliat la Consiliul Internațional al Femeilor.
Între anii 1890 și 1896, ea a fondat diverse organizații de asistență socială pentru femei, cum ar fi Școala duminicală, Azilul Sainte Catherine și Bucătăria de supe. În 1900, ea a reușit să obțină protecția statului privind condițiile de muncă ale copiilor și ale femeilor printr-un apel către ministrul Theodoros Deligiannis⁠(d).
Un raport despre emanciparea femeilor în Grecia secolului al XIX-lea susține că, pe măsură ce grecii urmăreau naționalismul, femeilor li s-a atribuit un rol civilizator, elenismul. Ei i se atribuie extinderea acestui rol pentru femei, chemându-le, prin activitatea sa, să fie mai active în ceea ce privește patriotismul.
În 1894, Parren a fondat Uniunea pentru Emanciparea Femeilor. În 1896, a fondat Uniunea Femeilor Elene. A existat o implicare activă a Uniunii în strângerea de fonduri, cusutul uniformelor soldaților și pregătirea personalului medical pentru războiul greco-turc, de scurtă durată, din 1897.
Printre celelalte realizări ale ei se numără: înființarea Clubului Liceului Femeilor Elene în 1911 pentru a lupta împotriva diferitelor forme de nedreptate în societatea greacă și campania cu succes de susținere a admiterii femeilor la Universitatea din Atena. Parren a scris și O istorie a femeilor elene de la 1650 până la 1860 (în limba greacă).
Parren a fost unul dintre membrii fondatori ai așa-zisei Antanta Mică a Femeilor, care a fost creată în 1923 pentru a uni femeile din întreaga Peninsula Balcanică. Ea a fost, de asemenea, președinte al Capitolului Elen al Ligii Internaționale a Femeilor pentru Pace și Libertate (Women's International League for Peace and Freedom, WILPF) în perioada interbelică.

## Salon literar
Pe lângă toate aceste inițiative, ea a condus și un salon literar cunoscut sub numele de „Sâmbetele literare”. A fost prietenă cu Juliette Adam⁠(d), Gavriilidis⁠(d), Jules Simon, Xenopoulos⁠(d) și poetul Kostis Palamas⁠(d). Palamas a scris chiar și o poezie celebră despre ea. Ea a fost o bună prietenă atât cu femeile, cât și cu bărbații din cercurile ei literare, dar dacă ar fi simțit vreodată că cineva i-ar fi amenințat interesele ei feministe, atunci l-ar fi atacat înfricoșător. Un astfel de episod s-a întâmplat cu Roldis, părintele criticii literare grecești, care a provocat faimoasa „ querelae asupra scriitoarelor” în 1893. Subiectul a alimentat presa din Atena luni de zile.

## Romane
Pe lângă publicarea ziarului Jurnalul Femeilor și conducerea salonului Sâmbetele literare”, ea a scris și câteva romane. Au fost publicate pentru prima dată în ziarul ei pentru femei sub pseudonimul Maia. Reacția din partea publicului feminin a fost foarte entuziastă. Primele ei romane au fost publicate în trei volume ulterioare: I Hirafetimeni (1900; Femeia emancipată), I Mayissa (1901; Vrăjitoarea) și To Neon Symvoleon (1902; Noul contract). Împreună, aceste cărți formează o trilogie numită Ta Vivlia tis Avyis (Cărțile zorilor) și au avut ca subiect lupta femeilor elenilor pentru a avea succes și pentru emancipare. Trilogia a fost bine primită, iar criticii Grigorios Xenopoulos și Kostis Palamas au vorbit despre ea ca una care a adus o contribuție generoasă la dezvoltarea romanului social elen. În 1907, această trilogie a atins un nou nivel de popularitate atunci când a fost adaptată într-o piesă de teatru denumită Nea Yineka (Femeia nouă) în care a a jucat Marika Kotopouli, care a fost una dintre cele mai faimoase actrițe dramatice ale secolului al XX-lea. Pe lângă această faimoasă trilogie, Parren a mai publicat To Maramenon Krinon (Crinul șters) și Horis Onoma (Fără nume), care, din păcate, s-au pierdut încă de la crearea lor inițială.

## Deces

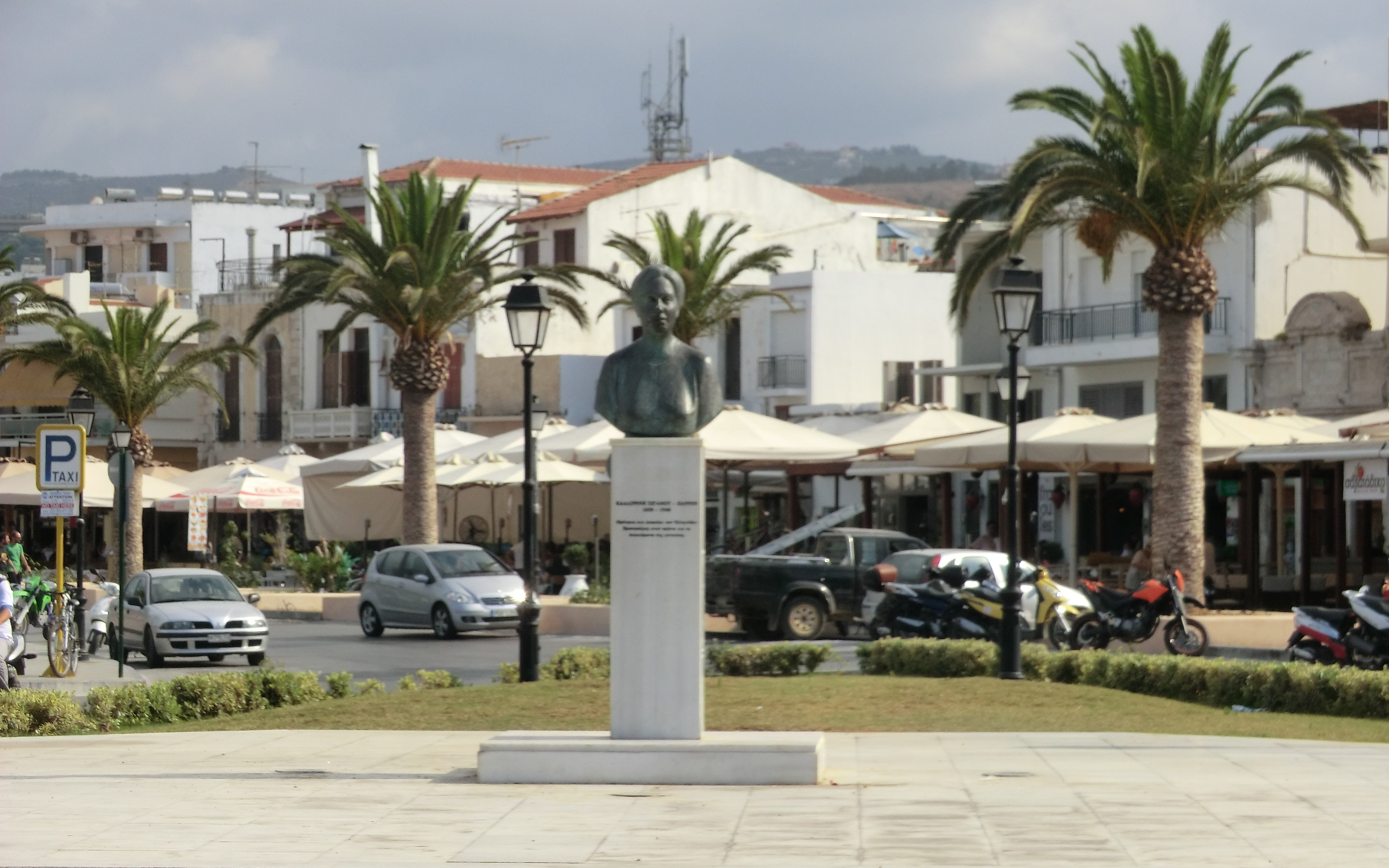
Bustul ei de la Réthymnon

Parren a decedat la Atena la 15 ianuarie 1940.